# Кадам (приток Кордемки)
Када́м — река в России, протекает по Советскому и Оршанскому районам Республики Марий Эл. Устье реки находится в 10 км по правому берегу Кордемки. Длина реки составляет 14 км, площадь водосборного бассейна — 62,7 км².
Исток реки находится на западных склонах Вятского Увала у деревни Липовцы в 25 км к северу от посёлка Советский. Река течёт на юго-запад, верхнее и среднее течения находятся в Советском районе, нижнее — в Оршанском. Долина реки плотно заселена, вдоль реки вытянулись деревни Липовцы, Кислицино, Верхний Кадам, Средний Кадам, Русский Кадам и Малый Кадам. Крупнейший приток — Курлак (правый). Впадает в Кордемку у одноимённой деревни.

## Данные водного реестра
По данным государственного водного реестра России относится к Верхневолжскому бассейновому округу, водохозяйственный участок реки — Волга от Чебоксарского гидроузла до города Казань, без рек Свияга и Цивиль, речной подбассейн реки — Волга от впадения Оки до Куйбышевского водохранилища (без бассейна Суры). Речной бассейн реки — (Верхняя) Волга до Куйбышевского водохранилища (без бассейна Оки).
Код объекта в государственном водном реестре — 08010400712112100001067.

## Название
Гидроним финно-угорский, состоит из топоосновы Код (кад), ср. коми кад «топь, зыбун, трясина», и топоформанта -ам. Таким образом, Кодам (оф. Кадам) «Река в заболоченном месте». Первоначальная форма гидронима сохранилась в официальном варианте. Марийский же вариант возник вследствие перехода гласного а в о. — Топонимия Марий Эл